# Turny
Turny är en kommun i departementet Yonne i regionen Bourgogne-Franche-Comté i norra Frankrike. Kommunen ligger i kantonen Brienon-sur-Armancon som tillhör arrondissementet Auxerre. År 2022 hade Turny 650 invånare.

## Befolkningsutveckling
Antalet invånare i kommunen Turny
| Referens: INSEE |